# Théodore Denis Belin
Théodore Denis Belin, né à La Ferté-Milon (Aisne) le 7 novembre 1793, mort à Reims, impasse du boulevard du Temple, le 28 juin 1865, était maire de Reims.

## Biographie
Notaire et banquier, il exerce les fonctions de maire de Reims du 27 janvier 1850 au 22 septembre 1852.
Il épousa à Reims, en 1819, Jeanne Louise, dite Jenny Clicquot et repose au Cimetière du Nord.

## Hommages
Une rue de Reims porte son nom dans le quartier Laon-Zola.